# Principal
『Principal』（プリンシパル）は、逢田梨香子の1枚目のEP。2019年6月19日にDMM music / Astro Voiceから発売された。

## 背景
本作は逢田のソロ歌手としてのデビュー作品になる。Aqoursのメンバーの中では、Aqours結成後最初のソロ歌手としてのメジャーデビューとなった。逢田はAqoursのメンバーとして経験を積み重ねてきたが、Aqoursの活動を通しての「『かわいらしさ』や『清潔感』の中にある『芯の強さ』」が評価されて、2018年6月頃に、DMM music / Astro Voiceの創設第1弾アーティストとして迎えるオファーを受けた。当初は自身が将来的な歌手活動を想像していなかったこともあり「本当に自分でいいんですか？」と戸惑いがあったとのことだが、「現状に甘えたくない、新しいことに挑戦し続けてこそ成長できる。自分がどれほど成長できるかを試せる貴重な機会」と思うようになったこと、「（新しいレコードレーベルなので）スタッフを含めてゼロからの挑戦ができる環境に惹かれた」こと、「（自分より歌唱力に優れる声優を差し置いて）自分に声を掛けてくれたことへの感謝と嬉しさ」を理由に、ソロ歌手活動の挑戦を決断した。
『Principal』というEPのタイトルは、「（いままでの自分は）自分から前に出る主役タイプではないと思っていた。このことはいまの自分自身に足りないことである（と思っている）ので、これからは自分が主役にならないといけない、先頭に立ってたくさんの人たちを引っ張っていきたい、いままでの自分を覆したいという『未来への願望』や『憧れ』の気持ちを込めて、『主役』『先頭に立つ』という意味で」逢田自身の意向で決めた。制作のコンセプトは「楽曲を通して表現したい『透明感』、歌詞を通して表現したい『前に進んでいく』、無理に背伸びをせず、きれいじゃない自分を表現することを通しての『等身大感』」の3つの要素で構成したという。

## 音楽性
リード曲である「FUTURE LINE」は、作詞に畑亜貴、作曲に光増ハジメ、編曲にEFFYという、Aqoursの楽曲を多く手掛けている3人を迎えて制作した。楽曲制作にあたって、逢田は「前進」という大まかな1つのテーマのみをリクエストしたとのことだが、できあがった楽曲は「『前に進みたい気持ち』と『まだ不安を抱えている複雑な思い』が混ざり合う」、まさにいまの自分の気持ちを投影した「迷いながらも前に進もうとする気持ちを伝える、力強い楽曲」になったという。逢田曰く、特に畑の作詞から「自分の新たな一歩の手助け」をメッセージとして感じ取り、この世界観を歌唱に投影しているという。「FUTURE LINE」というタイトルについて、逢田は「未来の線を越えて行け!」と解釈しているとのことで、「新しい一歩を踏み出そうとする人間に勇気を与える『応援ソング』」になったと述べている。
2曲目の「ORDINARY LOVE」は、テレビアニメ『川柳少女』のエンディングテーマとして制作された（逢田は担当声優の一人として、大月琴役で出演している）。アニメの世界観、特に（作品の主人公の）雪白奈々子の目線に寄り添うことを意識しつつ、「優しいメロディーで、一つ一つのフレーズがストレートで前向きで、切ないラブソング」に仕上がったという。
3曲目の「アズライトブルー」は、「『いまの自分』を反映させた、メロディアスで心地いいミディアムテンポの、とても深みのある楽曲」である。先に曲ができ上がり、「水」のイメージが浮かんだことから、「鮮やかな色ではなくて、紺青のようにくすんだ感じ」をタイトルや歌詞に反映させることをリクエストしたという。その結果、「自分への迷いや葛藤」「人間は一人では生きていけないという、切ない気持ち」を表現した楽曲に仕上がったと述べている。
4曲目の「君がくれた光」は、自分を支えてくれる人々への感謝を歌った「最もアップテンポの曲」であるという。
5曲目の「I will」は、「後悔や悲しみを含めての過去の自分をすべて受け入れて前に進む」思いを込めた「バラード」であるという。特に、1番の歌詞のサビの
に、いまの自分を投影しているようでとても共感できると述べている。なお、純粋なバラード曲を歌うのは、この「I will」が実質的に初めてとのことであり、「バラードは表現力がないと伝えたい言葉をしっかり伝えられない、いまの自分はどうしても必死感が出てしまう課題を感じた」とのことである。

## ミュージックビデオ
本作品では、キービジュアルの撮影、リード曲「FUTURE LINE」のミュージックビデオ（MV）が制作された。MVは、松永つぐみを映像作家として迎え、ソロ歌手として一人で表に立って出ていくイメージから、「前向き」「前進」をテーマに撮影された。主に海沿いで撮影したとのことで、「世界が広がっていく様子」「さわやかな疾走感」を表現することができたという。
キービジュアルの撮影は、2019年2月に行われ、逢田自身が「1日の始まりである夜明けの瞬間が大好き」であることから、それに合わせて、日が昇る前のくらい時間から撮影準備を行ったとのことだが、（発売時期が2019年6月であることもあり）薄着で、かつ屋外で脚立の上に立っての撮影であったために「過酷な撮影」になってしまったという。しかしその結果、「飾らない自分」を表現した「少し物憂げな表情」による素敵な写真ができ上がったという。

## プロモーション
本作品の発売に合わせて、『声優アニメディア』（2019年7月号）、『VOICE BRODY』（vol.4）、『My girl』（vol.27）、『voice channel』（vol.7）の4つの声優雑誌で表紙及び巻頭特集で取り上げられたほか、『週刊ヤングジャンプ』（2019年6月13日発売号）でも表紙及び巻頭グラビアで登場、『FLASHスペシャル グラビアBEST』（2019年初夏号）でも取り上げられた。また、TOKYO FM「SCHOOL OF LOCK!」（2019年6月12日放送回）にゲスト出演している。
6月12日、お台場ヴィーナスフォートで、本作品のリリースイベントを開催。このリリースイベントの模様が、6月13日のフジテレビ系列「めざましテレビ」で放送された。

## チャート成績
2019年7月1日付のオリコン週間アルバムチャートでは初週で1.43万枚を売り上げ4位にランクイン。週間アニメアルバムチャートでは首位を獲得し、同チャートでの声優のデビュー作による1位獲得は、2014年の楠田亜衣奈が『First Sweet Wave』で達成して以来、4年ぶりの快挙となった。また、初週売り上げは、ラブライブ!シリーズおよびAqoursのメンバーによるソロデビュー作としては、元も高い初動枚数となっている。

## 収録曲

### CD
| #  | タイトル             | 作詞     | 作曲       | 編曲     | 時間 |
| -- | -------------------- | -------- | ---------- | -------- | ---- |
| 1. | 「FUTURE LINE」      | 畑亜貴   | 光増ハジメ | EFFY     |      |
| 2. | 「ORDINARY LOVE」    | Satomi   | 青木康平   | 田中隼人 |      |
| 3. | 「アズライトブルー」 | 前田甘露 | 杉本雄治   | 湯浅篤   |      |
| 4. | 「君がくれた光」     | 前田甘露 | 豊田雄登   | APAZZI   |      |
| 5. | 「I will」           | Satomi   | 田中隼人   | 田中隼人 |      |

#### 備考
- 「FUTURE LINE」:音楽情報番組『Music B.B.』2019年6月度オープニングテーマ
- 「ORDINARY LOVE」:テレビアニメ『川柳少女』エンディングテーマ
- リード曲の「FUTURE LINE」のPVとメイキングを収録したDVDが付属する初回限定盤、CDのみの通常盤の2バージョンが発売された。また、セブンネットショッピングのみ、初回限定盤に「逢田梨香子のRARARAdio」の特別盤ラジオCDが付属する。

### DVD
1. FUTURE LINE (Music Video)
2. FUTURE LINE (メイキング映像)